# Fredericia Håndboldklub
Fredericia Håndboldklub (kurz: Fredericia HK, deutsch: Fredericia Handballklub) ist ein dänischer Handballverein aus Fredericia. Der Verein spielte bis 1990 unter dem Namen Fredericia KFUM.

## Geschichte
Der Verein Fredericia HK entstand im Jahr 1990. Vorgänger war der Verein Fredericia KFUM (KFUM steht für Kristelig Forening for Unge Mænd, deutsch etwa: Christlicher Verein Junger Männer).

## Männer
Fredericia HK entstand im Jahr 1990 bei einem Zusammenschluss der Handballsparten von Fredericia KFUM und Fredericia forenede Fodboldklubber (FfF). Zum Start nutzte der Verein 1990 in der höchsten Spielklasse Dänemarks, der Håndboldligaen, die Spiellizenz des Fredericia KFUM, der in den Jahren 1975, 1976, 1977, 1978 und 1979 dänischer Meister geworden war. Nach einigen Jahren in der höchsten Liga stieg Fredericia HK im Jahr 2011 in die zweite Liga (1. division) ab, nach einer Insolvenz folgte im Jahr 2012 der Zwangsabstieg in die Jyllandsserien. Aus dieser Liga stieg der Fredericia HK im Jahr 2013 in die 3. division auf und von dort im Jahr 2015 in die 2. division. Seit der Spielzeit 2019/20 ist Fredericia HK wieder in der Håndboldligaen vertreten. Die Saison 2021/22 beendete die Mannschaft auf Platz 6 der Grundspielphase. In der Saison 2023/24 erreichte die Mannschaft die Finalspiele, in denen sie Aalborg Håndbold im entscheidenden dritten Spiel mit 26:27 unterlag.
Zu den bekannten Spielern des Fredericia HK zählten Casper Ulrich Mortensen (2010–2011) und Matias Helt Jepsen (2011) sowie seit 2023 Evgeni Pevnov.
Beim Vorgängerverein Fredericia KFUM standen auch Anders Dahl-Nielsen (1974–1980), Flemming Hansen (1968–1977), Jesper Petersen (1973–1978) und Søren Andersen (1975–1978) unter Vertrag.

## Frauen
Das Frauenteam stand 2013 als Absteiger in die 2. division fest, konnte dann aber das Spielrecht eines anderen, zurückgezogenen Vereins, wahrnehmen. Im Jahr darauf stieg Fredericia HK aber doch in die 2. division ab. Dem Verein gelang der Aufstieg in die 1. division.
Zu den Spielerinnen gehörten Romy Morf-Bachmann (2016–2017) und Marie Andresen (2017–2018).